# Jan Němeček (designér)
Jan Němeček (* 13. listopadu 1963 Praha, Československo) je český designér, výtvarník a podnikatel.

## Život
Je synem sochaře Zdeňka Němečka (1931–1989). V letech 1985–1991 studoval na pražské Vysoké škole uměleckoprůmyslové v Praze (VŠUP), kde po studiu až do roku 1995 působil jako asistent. Roku 1990 s Michalem Froňkem založil designérskou skupinu Olgoj Chorchoj. Roku 1993 založil společnost Artěl, zabývající se produkcí replik českého designu 20. století. Od roku 1999 je s Michalem Froňkem vedoucím atelieru Designu produktů na VŠUP.

## Samostatné výstavy
- 1992, Galerie Behémót v Praze
- 1993, Galerie Václava Špály v Praze
- 1994, galerie Genia Loci v Praze
- 1995, síň pod Plečnikovým schodištěm na Pražském Hradě
- 1997, galerie KFA v Bratislavě
- 1997, galerie Flying Dutch v Miláně
- 1997, Moravská galerie v Brně
- 2001, Gallery InterNos, Milano – Itálie
- 2003, „Simax Connection“, galerie Domu umění České Budějovice
- 2003, galerie Vessel, Londýn – Anglie

## Společné výstavy
- 1993 skupina studentů VŠUP „Dobro“, Miláno
- 1993 galerie „Červená tráva“ společně se skupinou Atika, Praha
- 1994 veletrh nábytku „Salone del Mobile“,  Miláno
- 1994 výstava designu, Turín
- 1994 „Celebrate Prague“, New York
- 1995 veletrh nábytku „Salone del Mobile“, Miláno
- 1995 galerie Mayerhofer, Wels
- 1996 Eminent´96, Praha
- 1996 galerie KFA, Bratislavě
- 1996 DOM, síň Pod Plečnikovým schodištěm na Pražském hradě, Praha
- 1998 Tunnel, galerie InterNos, Miláno
- 1998 Design Yearbook, Berlín
- 1998 Tunnel, galerie Same, Londýn
- 1998 Tunnel, galerie InterNos, Miláno
- 1998 Form Fórum 99, Brašov
- 2000 Prague Session, Milano – Itálie
- 2000 Prague Session, Praha
- 2000 Design Blok, Praha
- 2001 Art & Interior, Praha
- 2001 GasFab, Gandy Galery, Praha
- 2001 Designblok
- 2003 100% Design, Londýn – Anglie

## Zastoupení ve sbírkách designu
- Moravská galerie Brno
- Muzeum umění a designu Benešov
- Uměleckoprůmyslové muzeum Praha